# Valley Mills (Texas)
Pour l’article homonyme, voir Valley Mills (Virginie-Occidentale).
Valley Mills est une ville située en limite des comtés de Bosque et de McLennan, au Texas, aux États-Unis,.

## Démographie
Lors du recensement de 2010, la ville comptait une population de 1 203 habitants. Elle est estimée, en 2016, à 1 187 habitants.

### Source de la traduction
- (en) Cet article est partiellement ou en totalité issu de l’article de Wikipédia en anglais intitulé « Valley Mills, Texas » (voir la liste des auteurs).